# یوری سار (سیاستمدار استونیایی، زاده ۱۹۵۶)
یوری سار (استونیایی: Jüri Saar؛ زادهٔ ۲۱ اکتبر ۱۹۵۶) سیاستمدار و نماینده مجلس اهل استونی است.